# Paesaggio
«Paesaggio» es una canción escrita e interpretada por el cantante italiano Franco Simone. Fue lanzada en el año 1978 en formato vinilo, casete y cartucho de 8 pistas en el álbum homónino Paesaggio que además incluía su versión instrumental. En el año 1979 se lanzó su versión en español llamada «Paisaje» que fue una de las canciones más escuchadas en la década de 1980 en Argentina, Chile y otros países de Sudamérica.
Existen varias versiones de «Paisaje», entre las cuales destacan tres géneros principales: balada (versión original), cumbia (versión de Gilda) y pop/rock (versión de Vicentico). De ellas derivan las más de 70 versiones que existen actualmente.[cita requerida]
Varios equipos de fútbol argentinos adoptaron la canción, modificando la letra para incitar y animar a su equipo de fútbol favorito, como por ejemplo Independiente, Chacarita Juniors, Belgrano y Racing Club.

## Ficciones
- La carpa del amor (película argentina), versión original, año 1978.
- Para vestir santos (serie de televisión), versión original, año 2011.
- Viudas (película argentina), versión de Vicentico, año 2011.
- Gilda (película argentina), versión de Gilda, año 2016.

## Versiones
- Gilda realizó la versión cumbia en el año 1995 en su álbum Corazón Valiente (Argentina).
- Mal Momento, versión rock punk, año 1997, álbum En Vivo En Dr. Jekyll (Argentina).
- Tru la la, versión cumbia, año 1997, álbum De Corazón... Trulala (Argentina).
- Mariano Cívico, versión salsa, año 2007, álbum De Costa a Costa (Puerto Rico).
- Vicentico, versión pop/rock, año 2010, álbum Sólo un Momento (Argentina).
- Leandro Martínez, versión balada, año 2011, Álbum Huellas (Chile).
- Eros & Eclipse, versión balada, año 2013. álbum Contra toda la Adversidad (Ecuador).
- Lenin (El constructor), versión cumbia villera, año 2013 (Uruguay).
- Mercedes Audras, Paysage (versión Balada en francés), año 2014, álbum titulado 5 (Argentina).
- La Apuesta, versión bachata, año 2015, álbum Más que un loco (México).
- Los Aguilillos del Norte, versión cumbia ranchera, año 2018, álbum Otra Aventura (Chile).
- El propio Franco Simone grabó en 2017 esta canción, pero en versión cumbia como homenaje a la cantante argentina Gilda, quien compró los derechos de esta canción.
- Pablo Granados, versión acústica en piano, año 2020, grabando en un video en redes sociales.